# Baha' Faisal
Baha' Mohammad Faisal (in arabo بهاء فيصل محمد سيف‎?; al-Zarqa, 30 maggio 1995) è un calciatore giordano, attaccante dell'Al-Shamal e della nazionale giordana.

## Carriera

### Club
Ha giocato nel campionato giordano, kuwaitiano e qatariota. Ha vinto il titolo di capocannoniere della Lega giordana professionistica nel 2018-2019 con la maglia dell'Al-Wehdat.

### Nazionale
Ha giocato nelle nazionali giovanili giordane Under-19 ed Under-23.
Con la maglia della nazionale maggiore ha esordito nel 2016 ed è stato convocato per la Coppa d'Asia 2019.

## Statistiche

### Cronologia presenze e reti in nazionale
| Cronologia completa delle presenze e delle reti in nazionale ― Giordania | Cronologia completa delle presenze e delle reti in nazionale ― Giordania | Cronologia completa delle presenze e delle reti in nazionale ― Giordania | Cronologia completa delle presenze e delle reti in nazionale ― Giordania | Cronologia completa delle presenze e delle reti in nazionale ― Giordania | Cronologia completa delle presenze e delle reti in nazionale ― Giordania | Cronologia completa delle presenze e delle reti in nazionale ― Giordania | Cronologia completa delle presenze e delle reti in nazionale ― Giordania |
| Data                                                                     | Città                                                                    | In casa                                                                  | Risultato                                                                | Ospiti                                                                   | Competizione                                                             | Reti                                                                     | Note                                                                     |
| ------------------------------------------------------------------------ | ------------------------------------------------------------------------ | ------------------------------------------------------------------------ | ------------------------------------------------------------------------ | ------------------------------------------------------------------------ | ------------------------------------------------------------------------ | ------------------------------------------------------------------------ | ------------------------------------------------------------------------ |
| 24-3-2016                                                                | Amman                                                                    | Giordania                                                                | 8 – 0                                                                    | Bangladesh                                                               | Qual. Mondiali 2018                                                      | 1                                                                        | 57’                                                                      |
| 29-3-2016                                                                | Sydney                                                                   | Australia                                                                | 5 – 1                                                                    | Giordania                                                                | Qual. Mondiali 2018                                                      | -                                                                        | 72’, 89’                                                                 |
| 31-8-2016                                                                | Beirut                                                                   | Libano                                                                   | 1 – 1                                                                    | Giordania                                                                | Amichevole                                                               | 1                                                                        |                                                                          |
| 25-1-2017                                                                | Amman                                                                    | Giordania                                                                | 1 – 0                                                                    | Georgia                                                                  | Amichevole                                                               | -                                                                        | 73’                                                                      |
| 23-3-2017                                                                | Amman                                                                    | Giordania                                                                | 4 – 0                                                                    | Hong Kong                                                                | Amichevole                                                               | 2                                                                        |                                                                          |
| 10-10-2017                                                               | Kabul                                                                    | Afghanistan                                                              | 3 – 3                                                                    | Giordania                                                                | Qual. Mondiali 2018                                                      | 1                                                                        | 46’                                                                      |
| 14-11-2017                                                               | Phnom Penh                                                               | Cambogia                                                                 | 0 – 1                                                                    | Giordania                                                                | Qual. Mondiali 2018                                                      | -                                                                        |                                                                          |
| 27-3-2018                                                                | Amman                                                                    | Giordania                                                                | 1 – 1                                                                    | Vietnam                                                                  | Qual. Mondiali 2018                                                      | -                                                                        | 85’                                                                      |
| 15-10-2018                                                               | Fiume                                                                    | Croazia                                                                  | 2 – 1                                                                    | Giordania                                                                | Amichevole                                                               | 1                                                                        |                                                                          |
| 20-11-2018                                                               | Teheran                                                                  | Giordania                                                                | 0 – 1                                                                    | Arabia Saudita                                                           | Amichevole                                                               | -                                                                        |                                                                          |
| 20-12-2018                                                               | Abu Dhabi                                                                | Giordania                                                                | 1 – 1                                                                    | Kirghizistan                                                             | Amichevole                                                               | 1                                                                        |                                                                          |
| 6-1-2019                                                                 | al-'Ayn                                                                  | Australia                                                                | 0 – 1                                                                    | Giordania                                                                | Coppa d'Asia 2019 - 1º turno                                             | -                                                                        | 72’                                                                      |
| 20-1-2019                                                                | Dubai                                                                    | Giordania                                                                | 1 – 1 (2 - 4 dtr)                                                        | Vietnam                                                                  | Coppa d'Asia 2019 - Ottavi di finale                                     | -                                                                        |                                                                          |
| 26-3-2019                                                                | Baghdad                                                                  | Iraq                                                                     | 3 – 2                                                                    | Giordania                                                                | Amichevole                                                               | 1                                                                        |                                                                          |
| 11-6-2019                                                                | Al Kuwait                                                                | Kuwait                                                                   | 4 – 1                                                                    | Indonesia                                                                | Amichevole                                                               | 1                                                                        | 67’                                                                      |
| 5-9-2019                                                                 | Taipei                                                                   | Taiwan                                                                   | 1 – 2                                                                    | Giordania                                                                | Qual. Mondiali 2022                                                      | 1                                                                        |                                                                          |
| 10-9-2019                                                                | Amman                                                                    | Giordania                                                                | 2 – 4                                                                    | Paraguay                                                                 | Amichevole                                                               | -                                                                        | 79’                                                                      |
| 10-10-2019                                                               | Amman                                                                    | Giordania                                                                | 0 – 0                                                                    | Kuwait                                                                   | Qual. Mondiali 2022                                                      | -                                                                        |                                                                          |
| 15-10-2019                                                               | Amman                                                                    | Giordania                                                                | 3 – 0                                                                    | Nepal                                                                    | Qual. Mondiali 2022                                                      | 1                                                                        |                                                                          |
| 13-11-2019                                                               | Amman                                                                    | Giordania                                                                | 0 – 1                                                                    | Australia                                                                | Qual. Mondiali 2022                                                      | -                                                                        | 62’                                                                      |
| 18-11-2019                                                               | Amman                                                                    | Giordania                                                                | 5 – 0                                                                    | Taiwan                                                                   | Qual. Mondiali 2022                                                      | 2                                                                        | 75’                                                                      |
| 16-10-2020                                                               | Dubai                                                                    | Giordania                                                                | 0 – 0                                                                    | Iraq                                                                     | Amichevole                                                               | -                                                                        | 82’                                                                      |
| 15-11-2020                                                               | Abu Dhabi                                                                | Giordania                                                                | 1 – 0                                                                    | Siria                                                                    | Amichevole                                                               | 1                                                                        | 34’, 41’                                                                 |
| 24-3-2021                                                                | Dubai                                                                    | Giordania                                                                | 1 – 0                                                                    | Libano                                                                   | Amichevole                                                               | -                                                                        |                                                                          |
| 30-3-2021                                                                | Riffa                                                                    | Bahrein                                                                  | 1 – 2                                                                    | Giordania                                                                | Amichevole                                                               | 1                                                                        | 85’, 86’                                                                 |
| 24-5-2021                                                                | Dubai                                                                    | Emirati Arabi Uniti                                                      | 5 – 1                                                                    | Giordania                                                                | Amichevole                                                               | -                                                                        |                                                                          |
| 31-5-2021                                                                | Sharjah                                                                  | Giordania                                                                | 1 – 1                                                                    | Vietnam                                                                  | Amichevole                                                               | 1                                                                        |                                                                          |
| 7-6-2021                                                                 | Al Kuwait                                                                | Nepal                                                                    | 0 – 3                                                                    | Giordania                                                                | Qual. Mondiali 2022                                                      | 2                                                                        | 80’                                                                      |
| 11-6-2021                                                                | Al Kuwait                                                                | Kuwait                                                                   | 0 – 0                                                                    | Giordania                                                                | Qual. Mondiali 2022                                                      | -                                                                        | 34’ 85’                                                                  |
| 15-6-2021                                                                | Al Kuwait                                                                | Australia                                                                | 1 – 0                                                                    | Giordania                                                                | Qual. Mondiali 2022                                                      | -                                                                        |                                                                          |
| Totale                                                                   |                                                                          | Presenze                                                                 | 31                                                                       |                                                                          | Reti                                                                     | 17                                                                       |                                                                          |